# Klaus Hubmann
Klaus Hubmann (* 1959 in Graz) ist ein österreichischer Musikwissenschaftler und Fagottist.

## Leben
Klaus Hubmann studierte zunächst das Konzertfach Fagott bei Rudolf Frodl an der Hochschule für Musik und darstellende Kunst Graz. 1983 erhielt er die Lehrbefähigung und legte das Diplom mit Auszeichnung ab. Außerdem führte er Repertoirestudien bei Dietmar Zeman in Graz und Wien durch. Von 1978 bis 1984 studierte er Sologesang bei Jane Pöltinger an der Grazer Musikhochschule. Er absolvierte ein Ergänzungsstudium im Fach Aufführungspraxis (Mag. art. 1985) sowie ein Studium der Musikwissenschaft und Germanistik an der Karl-Franzens-Universität Graz (Mag. phil. 1989). 1991 wurde er mit einer Arbeit über die Materialien zur Geschichte der Musikpflege im Zisterzienserstift Rein und in seinen Pfarren zum Dr. phil. promoviert.
Er erhielt den 1. Preis und den Sonderpreis der Wiener Philharmoniker beim Wettbewerb Jugend musiziert sowie den Förderungspreis der Stadt Graz (1981).
Im Jahr 1987 wurde er Hochschulassistent am Grazer Institut für Aufführungspraxis. 1992 wurde er zusätzlich Konzertreferent des Steirischen Tonkünstlerbundes. Er ist außerordentlicher Universitätsprofessor (seit 2000) und Institutsvorstand des Instituts 15 für Alte Musik und Aufführungspraxis an der Universität für Musik und darstellende Kunst Graz (2000–2005, seit 2010). Hubmann forscht u. a. zur Aufführungspraxis sowie zur Musikgeschichte der Steiermark und der Holzblasinstrumente. Fachartikel erschienen etwa im Oesterreichischen Musiklexikon.
Als Musiker gehört er mehreren Spezialensembles für Alte Musik an u. a. dem Orchester Wiener Akademie, dem Concilium musicum Wien, der Neuen Hofkapelle Graz und der Harmonia antiqua. Er ist ferner Mitglied des Grazer Bläserquintett und des Ensemble für Neue Musik „szene instrumental“. Außerdem ist er Gründungsleiter des Renaissancemusik-Ensembles Catkanei – Studio für Alte Musik Graz sowie des Vokalensembles a più voci. Konzertreisen führten ihn ins In- und Ausland. Ferner wirkte er bei mehreren Schallplatten-, CD- und Rundfunkaufnahmen mit.

## Schriften (Auswahl)

### Herausgeberschaften
- Mit Barbara Boisits (Hrsg.): Musizierpraxis im Biedermeier: Spezifika und Kontext einer vermeintlich vertrauten Epoche. Mille-Tre-Verlag Schächter, Wien 2004, ISBN 3-900198-01-2 (= Neue Beiträge zur Aufführungspraxis, Band 5).
- Mit Barbara Boisits (Hrsg.): Tanz im Biedermeier: Ausdruck des Lebensgefühls einer Epoche. Mille-Tre-Verlag Schächter, Wien 2007, ISBN 978-3-900198-02-2 (= Neue Beiträge zur Aufführungspraxis, Band 6).

### Aufsätze
- Wiener Holzblasinstrumente in der ersten Hälfte des 19. Jahrhunderts: bauliche Besonderheiten, Klang, Spieltechnik etc., in: Sebastian Werr (Hrsg.): Tradition und Innovation im Holzblasinstrumentenbau des 19. Jahrhunderts, Augsburg 2013, S. 213–224.
- Arcangelo Corellis "... di ch'io non m'intendo" und seine Relevanz in der sogenannten "Alte-MusikSzene" heutzutage, in: Thomas Hochradner (Hrsg.): Barockmusik. Diskurs zu einem Interpretationsprofil, Freiburg 2013, S. 129–143.
- Fagotte im deutschsprachigen Raum von ca. 1685 bis ca. 1735, in: Christian Philipsen (Hrsg.): Geschichte, Bauweise und Repertoire des Fagotts, Augsburg 2020, S. 29–36
- Familie Schweighofer und Dokumente zum musikalischen Salon-Repertoire in Graz, in: Ingeborg Harer (Hrsg.): Drehscheibe Graz: Multikulturelle Verbindungen im 10. Jahrhundert, Leykam Buchverlag 2022, S. 153–170.